# 紙牌屋三部曲角色列表
本條目介紹法蘭西斯·厄克特外的《紙牌屋》三部曲的角色，三部曲分別為迈克尔·多布斯的《紙牌屋》、《戲王者》和《最後一擊》小說及電視劇。

## 伊莉莎白·厄克特
伊莉莎白·厄克特（英語：Elizabeth Urquhart；丈夫死後為厄克特伯爵夫人）是法蘭西斯·厄克特的妻子。她看似比丈夫更懂得運用和渴望權力，並常常認定丈夫的權力和能力，甚或慫恿丈夫利用當前局勢賺取個人利益。當首相亨利·郝令域拒絕法蘭西斯升職為大臣後，是伊莉莎白鼓勵丈夫將郝令域拉下馬並取代對方。同劇第二集時，伊莉莎白也鼓勵丈夫與馬蒂·薛多琳發生關係，以此贏得薛多琳的信任和忠誠，繼而透過她的記者身份外洩機密資料，製造醜聞。
劇集亦暗示，法蘭西斯的旗子羅傑·奧尼爾被謀殺也是伊莉莎白的主意，而非法蘭西斯想出來。法蘭西斯殺人後會自責，但他的妻子更為冷酷無情－殺人不眨眼。對她而言，為求達到目的而策劃謀殺案是毫無問題。不過，伊莉莎白似乎是真心愛夫的。為了丈夫不需因為醜聞被揭發而被逼下台、面臨審訊、無期徒刑，甚或被世人唾棄，她甘心殺死愛夫，令他得到解脫。
在電視劇《最後一擊》中，伊莉莎白策劃丈夫的刺殺，以此守護伉儷的傳奇和她的退休生活。法蘭西斯斷氣前，右眼濺有丈夫血液的伊莉莎白將他抱入懷：「法蘭西斯……親愛的……，你現在安全了。我親愛的，這是唯一一個方法，你明白嗎？」同樣愛妻的法蘭西斯，死前掙扎的說出「伊莉莎白」，就像訴說著對她的愛。
在第一本小說中，本角名為米蘭達。在三部曲電視劇中，本角由黛安·弗萊徹飾演。

## 添·史坦普
添·史坦普（英語：Tim Stamper）是法蘭西斯·厄克特其中一名最緊密的朋友和助手。在《紙牌屋》一劇中，他是首席黨鞭厄克特的下屬。《戲王者》中，他晉升為首席黨鞭以及後來擔任保守黨主席。
在《紙牌屋》時，史坦普對厄克特忠心耿耿，亦是黨內極右派份子。不過到《戲王者》之時，他開始感到沮喪。而厄克特亦未有信守諾言，在內閣改組之時未有讓史坦普升為內政大臣，史坦普因而感到自己的努力和忠誠不獲欣賞（諷刺的是，這與厄克特當時的情況一樣，他未能由首席黨鞭升職為內政大臣，是他決心將郝令域拉下馬的導火線）。最終，史坦普決定將會以手中的錄音帶向警方報案，指控厄克特就是殺死薛多琳和奧尼爾的兇徒。當厄克特得知這些史坦普的想法時，他決定叫郝德要史坦普和夏婷（擁有錄音帶副本的首相助手）被暗殺。最終二人在汽車炸彈爆炸中身亡。 
史坦普似乎有著不幸的宏偉幻想，他原先希望逼使厄克特請辭，再接替他成為首相，縱使他有多麼的不願意。史坦普曾經指出他最想的就是服侍厄克特，而在《紙牌屋》和《戲王者》前半部中，都清楚見到史坦普對厄克特忠心耿耿。但最終是因為厄克特的殘酷，且毫不重視史坦普的忠誠，才導致對方決意摧毀他的首相生涯。
史坦普沒有在第一本小說中現身，至下一作才出場。在電視劇中，本角由科林·傑文斯飾演。

## 馬蒂·薛多琳
馬蒂·薛多琳（英語：Mattie Storin）是《記事報》的記者，與厄克特的關係日漸親密。薛多琳被厄克特利用，透過她的新聞報導，以匿名消息的身份污名化政敵。二人之間的關係不僅是像親子般，亦是戀愛和性愛，而厄克特的妻子也容許二人發展關係。薛多琳稱呼他為「爸爸」，皆因二人之間的年齡差距大得有如父女。
在《紙牌屋》最終集中，厄克特認定她不可再被信任，決定將她從下议院天台花園中拋下樓。
本角色名字靈感來自多布斯在70年代的《波士頓環球報》同事馬菲·V·薛多林，他後來在1993年至2001年期間擔任該報的編輯。在電視劇中，本角由蘇珊娜·哈克飾演。

## 狄奧多·彪斯堡勳爵
狄奧多·泰迪·彪斯堡勳爵（英語：Lord Theodore "Teddy" Billsborough）是保守黨主席。雖然是一位技術高超且資歷豐富的政界中人，但寶刀已老而未能角逐首相。彪斯堡是著名的政治中立人士，亦是米高·山繆斯的導師，但也因此成為厄克特的首位犧牲品。厄克特向郝令域指控彪斯堡就是背叛他的人，同時透露事件予薛多琳和傳媒界，最終彪斯堡遭到郝令域撤職，但其實一直在背後搞鬼的是厄克特。
在小說中，本角名為威廉斯。在電視劇中，本角由尼古拉斯·塞爾比飾演。

## 米高·山繆斯
米高·山繆斯（英語：Michael Sammuels）任職環境大臣，屬於黨內的「自由派系」。作為一個年輕有為、有聰明才智、能吸引目光的政客，厄克特討厭他在黨內平步青雲，以及他的猶太背景。郝令域請辭後，保守黨領袖選舉開打，最終成為厄克特的最大和最終競爭對手。不過，由於厄克特對外匿名洩露他曾在大學支持無核化和同性戀權利，以及與共產黨有聯繫，山繆斯失去黨員支持，繼而落敗。
在電視劇中，本角由達米安·湯馬士飾演。

## 郝德
郝德（英語：Corder）是法蘭西斯·厄克特的保鏢，也按照厄克特的指示策劃暗殺行動，他似乎毫不同情死在他手上的人。在《戲王者》中，劇集暗示郝德與厄克特妻子曾經發生性關係。
郝德是史坦普和夏婷被殺的幕後黑手。二人曾是厄克特首相的最忠實支持者，但最後背叛了他，因此他們的座駕被裝上炸彈，炸彈被引爆後身亡。
戴卓爾夫人銅像揭幕日，郝德的手下埋伏在国会广场的天台。當群眾唱完天佑吾王後，狙擊手暗殺了厄克特首相和意圖殺死首相的埃文蓋洛斯·帕索里德斯（英語：Evanghelos Passolides）。而帕索里德斯是因為要報復厄克特在1956年塞浦路斯服役期間殺死了他的兄弟－喬治和歐里庇得斯。
在電視劇中，本角由尼克·布里姆布爾飾演。

## 莎拉·夏婷
莎拉·夏婷（英語：Sarah Harding）曾是劍橋大學學者和記者，及後在民意調查機構中工作。她在《戲王者》中獲任命為首相政治和新聞傳播顧問，成為厄克特的「奴隸」。而隨著夏婷漸漸知道更多厄克特和薛多琳之間的事，已婚的她開始對厄克特著迷，甚至成為他的愛人。
厄克特擊潰國王後，夏婷懷疑厄克特所作之事，史坦普更是告知她薛多琳死亡的真相。大選後一日，夏婷駕車會見國王的其中一個顧問官，期間被郝德用汽車炸彈所暗殺。故事暗示夏婷當時打算向顧問官提供證據，證明薛多琳是被厄克特所殺。
在小說中，本角名為莎莉·群恩（英語：Sally Quinn），角色與電視劇非常不同。在電視劇中，本角由凱蒂·歐德珠飾演。

## 英皇
國王是厄克特在《戲王者》中的最大敵人。他繼承已崩母后的王位後，決心要在政界有更大影響力，但厄克特卻屢屢阻撓，導致王揆之間關係惡化。國王開始公開反對政府的施政，令政府支持度下滑。
來屆大選在即，國王出巡全國多地，點出流浪漢的問題。出巡期間，國王被厄克特的卑劣把戲所羞辱。厄克特最後帶領保守黨勝出大選，而用盡所有籌碼要擊敗厄克特的國王，只好承認失敗，並在首相要求下逊位，由自己的幼子繼位。
在小說中，要求退位的是國王自己而非厄克特，而厄克特原先也不願意國王退位。
在電視劇中，本角由米高·基奇飾演。

## 布魯斯·布勒比爵士
布魯斯·布勒比爵士（英語：Sir Bruce Bullerby），暱稱比特犬，是英國小報《每日號角》的老闆和總編輯，在《戲王者》和《最後一擊》中均有現身。
顯而易見的，布勒比是因為盲目支持政府施政才獲得爵位，但隨著國王發聲反對政府，以及麥克皮斯挑戰厄克特黨魁之位，布勒比對政府的支持開始動搖。厄克特先是用布勒比啲性愛照片勒索他，逼使對方報道皇室醜聞，繼而用貴族爵位來賄賂對方但失敗告終。
在小說中，本角沒有出現。在電視劇中，本角由大衛·賴尤飾演。

## 湯姆·麥克皮斯
湯姆·麥克皮斯（英語：Tom Makepeace），是厄克特政府中的副首相兼外交大臣，及後接替厄克特而成為首相。厄克特和麥克皮斯經常就歐洲議題和國內政策起衝突。
厄克特提出全歐洲應該使用英語後，麥克皮斯強烈不滿，最後更被革除外相一職。厄克特曾提出麥克皮斯調任教育大臣，但被對方拒絕（教育大臣被視為冗官）。一怒之下，麥克皮斯決定離開內閣，倒戈到反對派，開始連番攻擊首相。
麥克皮斯挑戰厄克特的保守黨黨魁之位，雖然未能在首輪投票中勝出，但成功令厄克特不夠票數而要進入第二輪投票。麥克皮斯打算在第二輪投票前公開厄克特犯罪證據，但對方在投票前已被暗殺。最終，麥克皮斯在無競爭下勝出黨魁選舉，繼而拜相。
在小說中，麥克皮斯沒有挑戰保守黨黨魁，而是領導反對厄克特的全民運動。他目擊厄克特被殺，及後被誣衊與帕索里德斯和暗殺案有關連，最終未能繼任首相，而是落入時任環境大臣麥斯威·史丹博手中。
在電視劇中，本角由保罗·弗里曼飾演。

## 亨利·郝令域
亨利·侯·郝令域（英語：Henry "Hal" Collingridge），在《紙牌屋》中接替戴卓爾夫人而成為新任首相。
郝令域被描述為一個斯文、消極、優柔寡斷的領袖，十分重視厄克特和彪斯堡等內閣大臣及可信的親信支持。在故事開始時，縱然郝令域領導的保守黨在大選中勝出，但只是僅僅夠議席控制下議院。
上任初期，他拒絕了厄克特的意見，認為大規模改組內閣會錯誤地製造恐慌。未能升官的厄克特深感憤怒，開始暗地裡策劃報復行動。他先是向記者和工黨後座議員史提芬·根直（英語：Stephen Kendrick）外洩政府機密，又偽造郝令域的胞兄進行內幕交易，最終僅短暫在位的郝令域要被逼請辭。
郝令域的職務由厄克特繼承，對方更獲他的支持。諷刺的是，厄克特就是把他拉下馬的人。
在電視劇中，本角由大衛·里昂飾演。

## 柏德烈·禾頓
柏德烈·禾頓（英語：Patrick Woolton）是郝令域政府中的外交大臣。在《紙牌屋》中，厄克特形容他是一個「粗野之人、好色之徒、反犹太主義者、種族主義分子、恃強凌弱之人」，但補充道他「比看起上來更為機智」，認為不可看輕。
禾頓曾兩度競逐保守黨黨魁，但都失敗而回。第一次是被郝令域擊敗，至於第二次就是遭到厄克特匿名勒索：厄克特偷錄禾頓與鵬妮·蓋（英語：Penny Guy）－羅渣·奧尼爾（英語：Roger O'Neill）助手暨愛人－的性行為。禾頓揚言將會再接再厲、再次挑戰，但後來已不見他的出場。
在電視劇中，本角由马尔科姆·蒂尔尼飾演。

## 傑佛里·布扎別
傑佛里·布扎別（英語：Geoffrey Booza-Pitt）在《最後一擊》中是厄克特內閣的次要大臣（曾提及為蘭開斯特公爵領地事務大臣）。他是一個頗有個性和正面的上流人士，有著古怪的幽默感，一身彩色西裝背心以及煲呔最為人所注視。為了羞辱麥克皮斯，厄克特晉升布扎別為外交大臣。布扎別是厄克特的擁護者，亦都沒有能力挑戰他的地位。麥克皮斯請辭時曾形容布扎別是「布袋木偶」，因而被反對派和保守黨部分黨員稱之為「Sooty」。
被任命為外交大臣前，布扎別在厄克特施壓下承認有婚外情。雖然沒有即時採取行動，但厄克特仍然要求對方先行撰寫辭職信，以此制約他。當厄克特的相位開始動搖後，布扎別意圖自行請辭，以示自己是一個有原則的大臣，不過被厄克特搶先一步，率先公開他的之前撰寫的辭呈。
小說中的布扎別與電視劇的大致相同，其中一個分別是小說中的布扎別原先是交通大臣，後來升為內政大臣，並曾經與他選區的保守黨黨支部主席妻子發生關係。厄克特死後，布扎別獲繼任首相的史丹博留在內閣。
在電視劇中，本角由尼古拉斯·格雷斯飾演。

## 克萊爾·苟晨
克萊爾·苟晨（英語：Claire Carlsen）在《最後一擊》一劇開始時是後座議員，後來因為她的才華和智慧獲厄克特賞識而被任命為首相國會私人秘書。雖然是厄克特的人，苟晨卻同時與麥克皮斯發生性關係，也因此特殊的角色而令她成為雙重間諜：向厄克特告知麥克皮斯一些不為人知的秘密，同時向麥克皮斯透露厄克特的弱點和邪惡面。
苟晨在後期決定協助麥克皮斯擊潰厄克特－以秘書身份騙取一份有關厄克特在1956年於塞浦路斯殺死帕索里德斯兄弟的檔案。不過檔案之後被郝德搶走，估計繼而給了麥克皮斯，有了檔案的麥克皮斯亦因而拒絕了苟晨的幫忙。最終在厄克特死後，麥克皮斯認為苟晨與厄克特的關係太過緊密，對自己而言將會是「毒藥」，因此拒絕讓她進入新內閣。
在小說中，苟晨的雙重間諜身份沒有如電視劇般明顯，而且在厄克特死後成為大臣。在電視劇中，本角由伊斯拉·貝理雅飾演。

## 馬斯·史丹博
馬斯·史丹博（英語：Max Stanbrook）是猶太人和政府閣員。當安妮塔·伯克（英語：Annita Burke）被革職後，獲厄克特升任為環境大臣。厄克特指示他要阻止豎立戴卓爾夫人銅像。當史丹博未能阻止計劃進行後，厄克特訓斥他未能遵從指令。厄克特被殺後，史丹博成功擊敗亞瑟·波靈律（英語：Arthur Bollingroke）等強硬派黨魁候選人，成為新任保守黨黨魁及首相。及後舉行的國會大選，史丹博帶領保守黨在國會取得壓倒性優勢，勝選的主因是選民對厄克特被殺一事的同情。
本角只有在小說中出現，沒有在電視劇中現身。